# Мукачівське гетто
Мукачівське гетто — гетто, засноване нацистською Німеччиною в Мукачево. Гетто було одним із перших гетто в Угорщині разом із кількома іншими гетто на Закарпатті (нині в Україні). У місті було створено два гетто, одне для міста і одне для околиць.

## Створення гетто
У березні 1944 року в Мукачеві було створено два гетто, одне для мешканців міста та інше для жителів району. Міське гетто розраховувалося на розміщення 15 тис. євреїв, а районне – 14 тис. Міське гетто було створено в мікрорайоні, де компактно проживали євреї, друге гетто було створено на цегельному заводі «Шийовиц». На початку квітня відбулися консультації та дискусії між угорським міністерством внутрішніх справ, офіцерами СС, жандармерією та поліцією, під час яких вони обговорювали євреїв Угорщини. Згодом було вирішено сконцентрувати євреїв, пограбувати їхнє майно та вислати за межі Угорщини. Спочатку кожен єврей Закарпаття мав бути в гетто до 6 квітня 1944 року, але процес завезення євреїв у гетто затягувався, оскільки угорська армія стверджувала, що швидкий процес перерве її діяльність у цьому районі. 15 квітня в Мукачеві в присутності Дітера Вісліцені, одного зі старших помічників Адольфа Айхмана, відбулася нарада щодо зосередження євреїв міста в гетто. Сам Айхман відвідав гетто наприкінці квітня у супроводі Ласло Ендре. 18 квітня, після Пасхи. Через два дні всі євреї Мукачева були зосереджені в гетто, за винятком кількох десятків євреїв, які відзначилися в угорській армії в Першій світовій війні. Пізніше площа гетто була зменшена.

## Життя в гетто
У першу суботу після входу євреїв у гетто сотні євреїв були змушені зруйнувати синагоги в місті. Справами гетто керував юденрат, члени якого проживали на спеціальній території разом зі своїми родинами. У цьому районі також знаходився єврейський госпіталь гетто. Головою юденрату був Шандор Штайнер. Щодня на кухні гетто готували близько 11 тис. порцій готової їжі, але їх не вистачало на всіх мешканців гетто.

## Депортація євреїв гетто
8 і 9 травня велися дискусії щодо переміщення євреїв Закарпаття і переважно з Мукачева. Було визначено, що кожен потяг переправить близько 3000 євреїв. Мешканців гетто цегельного заводу перевезли до Аушвиця 15 травня 1944 року, а євреїв міського гетто перевели між 19 і 24 травня. Загалом вирушило 9 потягів, у яких перебувало 28 587 євреїв.